# Maricel Soriano
María Cecilia Soriano y Dador (25 de febrero de 1965, Manila), conocida artísticamente como Maricel Soriano. Es una cantante y actriz de cine y televisión filipina. Ha sido bautizada como la Estrella de Diamante de Filipinas, por sus películas filmadas en la década de los 90, ella comenzó a actuar en la edad de seis años con una película de 1971, titulada Mi corazón pertenece a papi con Tirso Cruz III y compañeros de la actriz infantil como Snooky Serna. En 1974, recibió su primer premio como la Mejor Actriz de niños a la edad de nueve en el 9 º Festival de Cine de Manila para Virgo Musical, conocido entonces como Daigdig (Su memoria es mi mundo). Además ella ganó su segundo premio en actuando de 1974 con la molienda caña de azúcar-Festival de Cine de la OIT para la versión cinematográfica, de la comedia de TV titulada "En Marsha Juan", que más adelante se convirtió en la comedia de largometraje de Filipinas. Maricel ha desarrollado sus habilidades en los cómics, bajo la égida del Rey de la Comedia de Filipinas, Dolphy y a los fines de Nida Blanca, una de las mejores actrices de calibre, los cuales ambos eras consideros como sus segundos padres. En 1999, fue nominada como una de las 100 mejores estrellas del cine filipino de todos los tiempos y que fue mencionada, como una de los Top 15 mejores actrices. Sus películas más notables del 2000 incluyen como Abandonada, mila, Mano Po, Laos, Numbalikdiwa, I Will Survive, Inang Yaya, Paraíso y una historia de amor. El 5 de enero de 2008, ganó el premio como a la Mejor Actriz Real de Cuba en el Metro Manila, Film Festival. También ganó en taquilla el puesto 38 denominada como la Reina del Entretenimiento, en los premios como la mejor Actriz de Cine del Año, por su actuación en una historia de amor. En junio de 2009, conocida como la Reina de televisión y de teatro, fue en la tercera y último episodio de sus filmaciones de "Sineserye Presenta: La Colección de Cine Susan Roces."

## Discografía
Intentó cantar en la década de 1980 y ha grabado algunos temas musicales denominada como la única canción de oro "Ahora y siempre" escrita por Tito Sotto y el tema de su película ¡Oh Mi Mama en 1981. También hizo un gran concierto, donde ofreció sus actuaciones en vivo en el Coliseo Araneta titulado, Hola, Hola Maricel en 1987 con Raymond Lauchengco, como su invitado especial. 

## Filmografía

### Filmes
| 2009 - Last Supper No. 3 (special participation) - T2 - Claire 2007 - Bahay Kubo - Eden Manahan - A Love Story - Joanna Villanueva - Paraiso:Tatlong Kwento ng Pag-asa - Jocelyn 2006 - Inang Yaya - Norma - Numbalikdiwa - Portia/Karissa 2004 - I Will Survive-Cynthia 2003 - Filipinas-Yolanda 2002 - Mano Po — Vera Go 2001 - Mila — Mila Cabangon 2000 - Tunay na Mahal — Casilda - Abandonada- Gemma 1999 - Sa Piling ng mga Aswang — Marines - Soltera — Sandra 1998 - Tulak ng Bibig, Kabig ng Dibdib - Mariel - Sige Subukan Mo — Panyang - Kung Ayaw Mo, Huwag Mo — Doris 1997 - Nasaan ang Puso aka Where Is the Heart — Joy - Kahit Minsan Lang (special participation) - Minsan Lamang Magmahal- Marieta - Sabi Mo Mahal Mo Ako, Wala ng Bawian — Roselle 1996 - Abot-Kamay ang Pangarap — Elena - Kung Kaya Mo, Kaya Ko Rin — Sally - Ama, Ina, Anak 1995 - Dahas — Luisa - Inagaw Mo ang Lahat sa Akin — Jacinta - Ikaw Pa, Eh Labs Kita — Corina - Pustahan Tayo Mahal Mo Ako — Sendra 1994 - Separada — Melissa - Vampira — Paz - Nagkataon, Nagkatagpo — Jessie - Minsan Lang Kita Iibigin — Terry 1993 - Manchichiritchit -Dory - Ligaw-ligawan, Bahay-bahayan, Kasal-kasalan | 1992 - Ang Tange Kong Pag-ibig - Dobol Dribol — Estefan - Ikaw Pa Lang ang Minahal — Adela Sevilla 1991 - Dinampot Ka Lang sa Putik — Malou 1990 - John and Marsha '90 - Shirley 1989 - Kung Maibabalik Ko Lang — Donna - Ang Leon at Ang Tigre- Alice - Mga Kuwento ng Pag-ibig - Gorio en Tekla — Gorio/Gregory 1988 - Babaing Hampaslupa - Sa Akin Pa Rin ang Bukas - Super Inday and the Golden Bibe — Inday - Stupid Cupid - Taray at Teroy — Taray - Maria Went to Town — Marie/Mary/Maria 1987 - Pinulot Ka Lang sa Lupa — Angeline - Super Islaw (special participation) - Jack en Poy — Jack 1986 - Payaso (special participation) - Horsey-Horsey, Tigidig-Tigidig — Belinda - Batang Quiapo — Maria - Yesterday, Today & Tomorrow — Anna - I Have Three Hands - The Graduates - When I Fall in Love-Carolina - Inday, Inday sa Balitaw — Inday 1985 - Inday Bote — Inday - Pahiram ng Ligaya - Hinugot sa Langit — Carmen Castro - John and Marsha sa Probinsya — Shirley - Mga Kwento ni Lola Basyang - Ride on Baby 1984 - Anak ni Waray, Anak ni Biday-Amy - Teenage Marriage — Miriam - Ang Boyfriend Kong Kano - Pepe en Pilar — Pilar - Kaya Kong Abutin ang Langit — Clarisse/Clarissa Famous line: Ayoko ng masikip.. - Daddy's Little Darling — Honey - Da Best of John & Marsha — Shirley | 1983 - Saan Darating ang Umaga? - Shayne Famous Line: Nasa Puso Nasa Utak... - Daddy Knows Best - Minsan May Isang Ina — Noemi - Parang Kailan Lang (special participation) - I Love You, I Hate You - To Mama with Love — Sabrina 1982 - Santa Claus Is Coming to Town - Hindi Kita Malimot - Mother Dear - No Other Love (special participation) - Schoolgirls - My Heart Belongs to Daddy - The Story of Three Loves - Dancing Masters 2 (Hongkong) - Summer Love - Galawgaw 1981 - Boystown - Estong Balisong - Oh My Mama - Bitagin: Bilibid Boys (special participation) - Pabling - Age Doesn't Matter 1980 - Underage - Cecilia - Dolphy's Angels (special participation) - John and Marsha 4 -Shirley 1979 - Dancing Master 1978 - Yakuza Connection 1977 - Omeng Satanasia - John and Marsha 3 - Shirley 1976 - John and Marsha 2 - Shirley 1975 - Mahalin Mo Sana Ako - La Fuerza de tigre aka Kill the Tiger 1974 - Somewhere Over the Rainbow - Alaala Mo, Daigdig Ko 1973 - Captain Barbell Boom - Cofradía - Dalawang Mukha ng Tagumpay - John and Marsha — Shirley 1971 - My Heart Belongs to Daddy |

### Televisión
- Ang sa Iyo ay Akin (2020-2021) .... Lucinda "Lucing" Dela Cruz-Pineda
- Ang Dalawang Mrs. Real (2014) .... Millette Gonzales-Real
- Florinda (2009) .... Florinda
- John en Shirley (2006).... Shirley
- Vietnam Rose (2005).... Carina Mojica dela Cerna/Nguyen Dang Thiem Yeu (was cut short due to poor ratings)
- Bida Si Mister, Bida Si Misis (2000).... Mary Magtanggol
- Mary D Potter (2001).... Mary
- Kaya ni Mister, Kaya ni Misis (1997).... Mary Magtanggol
- Maricel Regal Drama Special (1988-1992)
- The Maricel Soriano Drama Special (1992-1997)
- Let's Go Crazy With Jack and Joey(1986-89)
- Maria! Maria! (1986-87)
- Maricel Live! (1986)
- 2 + 2 (1984)
- Kaluskos Balungos (1981-83)
- Kaluskos Musmos (1978-80)
- John En Marsha (1973-1989, RPN-TV9) as Shirley
- Lovingly Yours 1981-1996
- eat bulaga 1985-1987 rpn9/abs-cbn2